# Kumla (stacja kolejowa)
Kumla (szwedzki: Kumla station) – stacja kolejowa w Kumla, w regionie Örebro, w Szwecji. Dworzec pasażerski posiada kod stacji: Kla. Stacja znajduje się w centrum miasta, pomiędzy Stationsgatan i Odensgatan.

## Historia
Gdy linia kolejowa Hallsberg - Örebro i Västra stambanan rozpoczęły działalność w 1862 roku, zbudowano stację w Kumla. Budynek dworca został zbudowany i zaprojektowany przez architekta Adolfa W. Edelsvärda. Jednak ten budynek dworca został rozebrany i zastąpiony przez nowy, który został ukończony w 1900 roku. Nowy budynek dworca został zbudowany i zaprojektowany przez Folke Zettervall. 
Dworzec w Kumla nawiązuje do architektury amerykańskiej, ze względu na Folke Zettervall, który do 1890 inspirował się architekturą amerykańską i angielską. Od roku 1986 budynek dworca jest sklasyfikowany jako obiekt zabytkowy.

## Linie kolejowe
- Godsstråket genom Bergslagen